# Hermann Bausinger

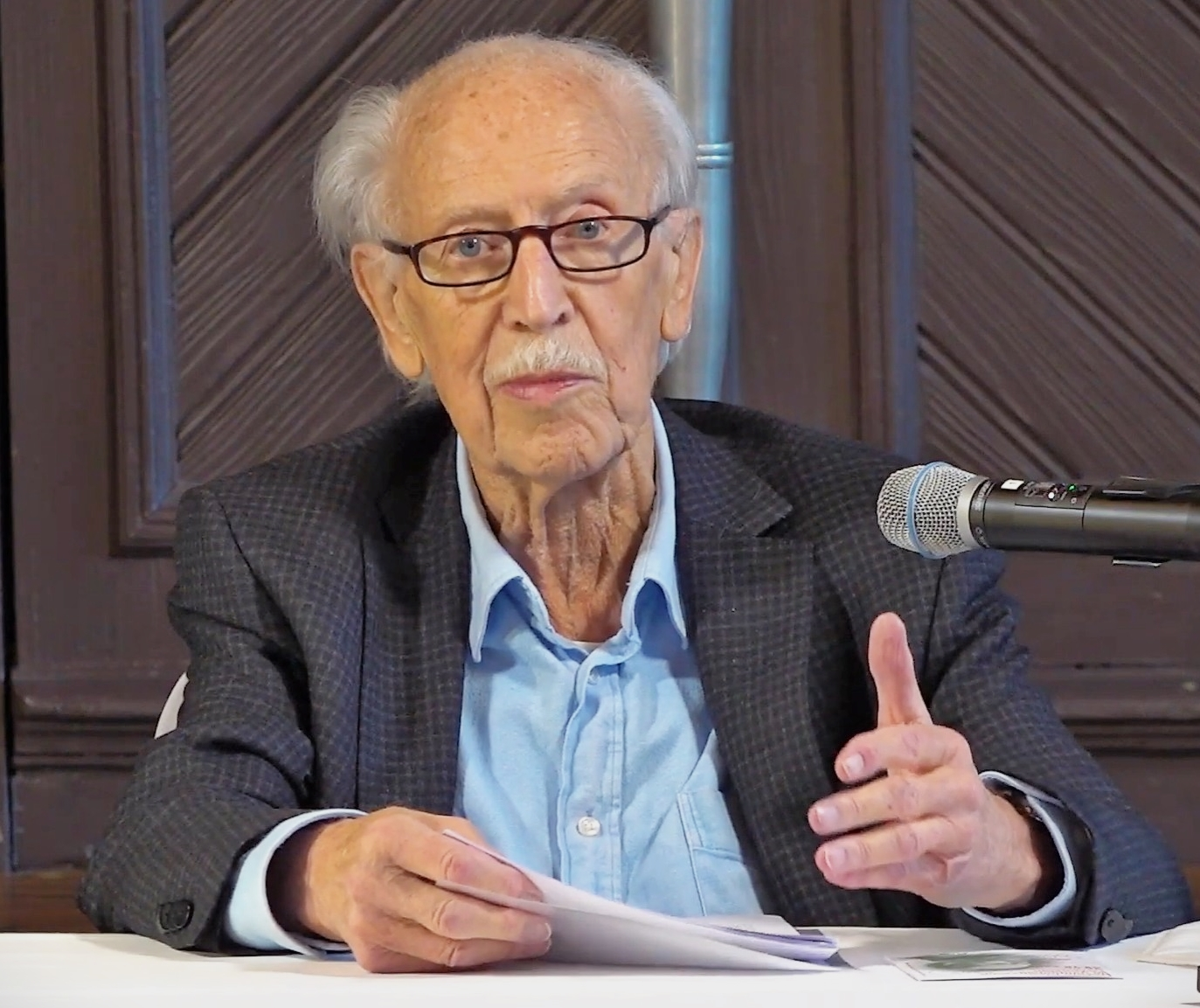
Hermann Bausinger, 2021

Hermann Bausinger (* 17. September 1926 in Aalen; † 24. November 2021 in Reutlingen) war ein deutscher Kulturwissenschaftler und Germanist.

## Leben
Bausingers Vater war zunächst Bankbeamter, ab 1935 Vorstand der Gewerbebank Aalen, seine Mutter eine Wirts- und Arbeitertochter. 
Im Alter von 17 Jahren wurde Hermann Bausinger zur Wehrmacht eingezogen. Im Jahr 1946 kehrte er aus amerikanischer Kriegsgefangenschaft heim, 1947 machte er das Abitur am Schubart-Gymnasium Aalen.
Sein Studium der Germanistik, Anglistik, Geschichte und Volkskunde schloss Hermann Bausinger 1952 mit Staatsexamen und Promotion an der Eberhard Karls Universität Tübingen ab, 1959 folgte seine Habilitation. Das Thema seiner Habilitationsschrift lautete Volkskultur in der technischen Welt. Darin argumentierte er für eine Neuorientierung (Aufarbeitung der nationalsozialistischen Vergangenheit, Abwendung vom damaligen Volkskulturverständnis und Gegenwartsbezogenheit der Forschung) des Faches Volkskunde. Ab 1960 war er Professor für Volkskunde in Tübingen. Er baute seinen Lehrstuhl für Volkskunde zum Ludwig-Uhland-Institut für Empirische Kulturwissenschaft aus, dessen Direktor er bis zu seiner Emeritierung im Jahr 1992 war. Der Kulturwissenschaftler Wolfgang Kaschuba, der Ethnologe Karl Braun und der Medizinhistoriker Eberhard Wolff gehören zu seinen Schülern.
Seine Forschungsschwerpunkte lagen in der Erforschung der Alltagskultur, der Erzählforschung, der Landeskunde und der Kultur- und Sozialgeschichte.
Dem Schwäbischen Heimatbund widmete Bausinger seine lebenslange Mitarbeit, sein erster Beitrag in der Schwäbischen Heimat erschien 1951, sein letzter 2021 – 70 Jahre.
Er war Mitherausgeber der Enzyklopädie des Märchens und von Klöpfer & Meyers Kleiner Landesbibliothek. Ferner war er unter anderem Mitglied des Wissenschaftlichen Beirats der Suevica – Beiträge zur schwäbischen Literatur- und Geistesgeschichte.
Bausinger galt als einer der führenden Köpfe der deutschen Nachkriegsvolkskunde, der mit seinem Abschied vom Volksleben (so der Titel eines Sammelbands) eine programmatische Wende hin zu einer empirischen Kulturwissenschaft einleitete, worin auch die Umbenennung des Tübinger Instituts begründet war. Er starb im November 2021 im Alter von 95 Jahren.

## Privatleben
Bausinger war zwei Mal verheiratet und hatte vier Kinder. Seine zweite Frau ist die Philologin Brigitte Bausinger.

## Preise und Auszeichnungen
- 1993: Brüder-Grimm-Preis der Philipps-Universität Marburg
- 1994: Ordentliches Mitglied der Academia Europaea[6]
- 1993: Auswärtiges Mitglied der Finnischen Akademie der Wissenschaften
- 1995: Ludwig-Uhland-Preis
- 1996: Justinus-Kerner-Preis
- 2001: Große Ehrenplakette der Stadt Aalen in Silber
- 2009: Verdienstmedaille des Landes Baden-Württemberg
- 2016: Europäischer Märchenpreis[7]
- 2016: Staufermedaille in Gold

## Publikationen (Auswahl)
- mit Markus Braun und Herbert Schwedt: Neue Siedlungen. Volkskundlich-soziologische Untersuchungen des Ludwig-Uhland-Instituts Tübingen. Kohlhammer, Stuttgart 1959.
- als Herausgeber: Schwäbische Weihnachtsspiele. (= Schwäbische Volkskunde. NF 13, ISSN 0723-8665). Silberburg-Verlag, Stuttgart 1959.
- Volkskultur in der technischen Welt. Kohlhammer, Stuttgart 1961, (Mehrere deutschsprachige Auflagen; in englischer Sprache: Folk culture in a world of technology. Indiana University Press, Bloomington IN 1990, ISBN 0-253-31127-6; in ungarischer Sprache: Népi kultúra a technika korszakában. Osiris-Századvég, Budapest 1995, ISBN 963-379-038-7; in italienischer Sprache: Cultura popolare e mondo tecnologico (= Strumenti e ricerche. 27). Guida, Neapel 2005, ISBN 88-7188-938-X; in japanischer Sprache und Schrift: 科学技術世界のなかの民俗文化. 文楫堂, 新宮 2005; in griechischer Sprache und Schrift: Ο λαϊκός πολιτισμός στον κόσμο της τεχνολογίας. Πατάκης, Αθήνα 2009, ISBN 978-960-16-3371-8; in chinesischer Sprache und Schrift: 技术世界中的民间文化. 广西师范大学出版社, 廣西 2009, ISBN 978-7-5495-5290-0).
- Volksideologie und Volksforschung. Zur nationalsozialistischen Volkskunde, in: Zeitschrift für Volkskunde 61 (1965), S. 177–204.
- Volkskunde. Von der Altertumsforschung zur Kulturanalyse. Habel, Berlin u. a. 1971, ISBN 3-87179-047-8.
- Dialekte, Sprachbarrieren, Sondersprachen (= Deutsch für Deutsche. Bd. 2 = Fischer. 6145). Fischer-Taschenbuch-Verlag, Frankfurt am Main 1972, ISBN 3-436-01488-5 (Mehrere Auflagen).
- Formen der „Volkspoesie“ (= Grundlagen der Germanistik. 6, ISSN 0533-3350). E. Schmidt, Berlin 1968, (2., verbesserte und vermehrte Auflage. ebenda 1980, ISBN 3-503-01632-5).
- Momo: Ein Versuch über politliterarische Placeboeffekte In: Literatur in der Demokratie : für Walter Jens zum 60. Geburtstag, 1983, S. 137–145 (online)
- Bürgerlichkeit und Kultur. In: Jürgen Kocka (Hrsg.): Bürger und Bürgerlichkeit im 19. Jahrhundert. Vandenhoeck & Ruprecht, Göttingen 1987, ISBN 3-525-01339-6, S. 121–142, (online).
- Märchen, Phantasie und Wirklichkeit (= Jugend und Medien. 13). dipa-Verlag, Frankfurt am Main 1987, ISBN 3-7638-0126-X.
- als Herausgeber mit Klaus Beyrer und Gottfried Korff: Reisekultur. Von der Pilgerfahrt zum modernen Tourismus. Beck, München 1991, ISBN 3-406-35502-1 (Mehrere Ausgaben).
- Der blinde Hund. Anmerkungen zur Alltagskultur. Verlag Schwäbisches Tagblatt, Tübingen 1991, ISBN 3-928011-06-5.
- mit Werner Richner: Baden-Württemberg. Landschaft und Kultur im Südwesten. Braun, Karlsruhe 1994, ISBN 3-7650-8118-3.
- Ein bisschen unsterblich. Verlag Schwäbisches Tagblatt, Tübingen 1996, ISBN 3-928011-21-9.
- Vorwort In: Freddy Raphaël, Utz Jeggle (Hrsg.): D’une rive a l’autre. Rencontres ethnologiques franco-allemandes. = Kleiner Grenzverkehr. Deutsch-französische Kulturanalysen. Éditions de la Maison des sciences de l’homme, Paris 1997, ISBN 2-7351-0682-9, S. 3–14.[8]
- Typisch deutsch. Wie deutsch sind die Deutschen? (= Beck’sche Reihe. 1348). Beck, München 2000, ISBN 3-406-42148-2 (Mehrere Ausgaben).
- Die bessere Hälfte. Von Badenern und Württembergern. Deutsche Verlags-Anstalt, München u. a. 2002, ISBN 3-421-05591-2.
- Fremde Nähe. Auf Seitenwegen zum Ziel. Essays. Klöpfer & Meyer, Tübingen 2002, ISBN 3-421-05746-X.
- Der herbe Charme des Landes. Gedanken über Baden-Württemberg. Klöpfer & Meyer, Tübingen 2006, ISBN 3-937667-75-X (Mehrere Ausgaben).
- Sportkultur (= Sport in der heutigen Zeit. Tübinger Schriften zur Sportwissenschaft. 6). Attempto-Verlag, Tübingen 2006, ISBN 3-89308-385-5.
- Berühmte und Obskure. Schwäbisch-alemannische Profile. Klöpfer & Meyer, Tübingen 2007, ISBN 978-3-937667-93-5.
- als Herausgeber mit Wolfgang Alber und Brigitte Bausinger: Albgeschichten. Klöpfer & Meyer, Tübingen 2008, ISBN 978-3-940086-13-6.
- als Herausgeber: Johann Peter Hebel: Kalendergeschichten (= Eine kleine Landesbibliothek. 2). Klöpfer & Meyer, Tübingen 2009, ISBN 978-3-940086-51-8.
- als Herausgeber: Friedrich Theodor Vischer: Kritische Skizzen (= Eine kleine Landesbibliothek. 6). Klöpfer & Meyer, Tübingen 2009, ISBN 978-3-940086-55-6.
- Seelsorger und Leibsorger. Essays über Hebel, Hauff, Mörike, Vischer und Hansjakob. Klöpfer & Meyer, Tübingen 2009, ISBN 978-3-940086-33-4 (2., überarb. und erw. Aufl. ebenda 2011, ISBN 978-3-940086-95-2).
- Wie ich Günther Jauch schaffte. 13 Zappgeschichten. Klöpfer & Meyer, Tübingen 2011, ISBN 978-3-86351-020-6.
- zus. mit Walter Jens: Unser Uhland. Tübinger Reden. Klöpfer & Meyer, Tübingen 2013, ISBN 978-3-86351-062-6.
- Ergebnisgesellschaft. Facetten der Alltagskultur. Tübinger Vereinigung für Volkskunde, Tübingen 2015, ISBN 978-3-932512-84-1.
- Eine Schwäbische Literaturgeschichte. Klöpfer & Meyer, Tübingen 2016, ISBN 978-3-86351-424-2.
- (zus. mit Muhterem Aras): Heimat. Kann die weg? Klöpfer/Narr, Tübingen 2019, ISBN 978-3-7496-1001-3.
- Nachkriegsuni. Kleine Tübinger Rückblenden. Klöpfer/Narr, Tübingen 2019, ISBN 978-3-7496-1002-0.
- Vom Erzählen. Poesie des Alltags. Hirzel Verlag, Stuttgart 2022, ISBN                     978-3-7776-3179-0